# Pardomima phalarota
Pardomima phalarota là một loài bướm đêm trong họ Crambidae.